# Eucyon
Eucyon — вимерлий рід хижих ссавців з родини псових. Етимологія: дав.-гр. εὖ — «хороший, справжній», κῠ́ων — «пес». Його викопні останки були знайдені в Північній Америці, Азії, Європі та Африці. Eucyon були розміром з шакала і важили ≈ 15 кг. Eucyon вперше з'явилися на заході США під час пізнього середнього міоцену 10 мільйонів років тому — E. davisi. Цей вид середнього розміру вимер наприкінці міоцену в Північній Америці, але процвітав в Азії до початку пліоцену. Найвідоміший вид, що мешкав в Азії — це E. zhoui був одним із багатьох північноамериканських ссавців, які вторглися в Східну Азію приблизно 5–6 мільйонів років тому, за яким слідував рід, який вимер 3 мільйони років тому. Інший китайський вид — E. minor — жив у пізньому пліоцені. E. marinae, з Монголії, жив у пізньому пліоцені та мав особливо тонкі щелепи. З Азії під час верхнього міоцену Eucyon перемістився до Європи: E. cipio вид, відомий виключно в Іспанії у верхньому міоцені, тоді як E. monticinensis відомий в останніх шарах верхнього міоцену в Італії та в Іспанії. Інші європейські види — E. odesanus (нижній пліоцен України) та E. adoxus (нижній пліоцен Франції). Наприкінці верхнього міоцену Eucyon також мігрував до Африки: E. intrepidus відомий у Кенії, в той час як у пліоцені відомі E. wokari і E. kuta з Ефіопії, а інші скам'янілості походять з верхнього пліоцену Марокко. Деякі види Eucyon, такі як E. zhoui та E. wokari, можуть бути більш близькими до роду Canis, ніж з іншими видами Eucyon. Вважається, що рід Eucyon породив рід Canis 6 мільйонів років тому.